# Mihai Popescu
Mihai Cristian Popescu (* 7. Mai 1993 in Câmpulung) ist ein rumänischer Fußballspieler.

## Karriere
Mihai Popescu steht seit dem Jahr 2014 bei Dinamo Bukarest unter Vertrag. In der Saison 2014/15 war er an den ACS Berceni verliehen, für den er elf Zweitligaspiele absolvierte. In der folgenden Spielzeit spielte er leihweise für den Zweitligisten FC Dunărea Călărași. Als Stammspieler verpasste er mit dem Verein in der ersten Play-off-Runde gegen UTA Arad den Aufstieg in die 1. Liga. Im Jahr 2016 kehrte er zurück nach Bukarest. Für Dinamo kam Popescu erstmals am 12. September 2016 zum Einsatz, als er im Ligaspiel gegen ASA Târgu Mureș debütierte. In der Saison 2016/17 spielte er insgesamt elfmal in der Liga für Dinamo und gewann den Rumänischen Ligapokal. Danach wurde der Innenverteidiger an den FC Voluntari verliehen. Dem amtierenden Pokalsieger verhalf er, sich in die Abstiegsrelegation gegen den FC Chindia Târgoviște zu retten, um die Klasse zu halten. Bevor die Relegationsspiele begannen, ging es für Popescu zurück nach Bukarest. Nach seiner erneuten Rückkehr in die rumänische Hauptstadt kam er nun regelmäßiger zum Einsatz. Im Januar 2019 wurde der 25-jährige Popescu gemeinsam mit Laurențiu Corbu an den schottischen Erstligisten FC St. Mirren verliehen. Die Saints besaßen eine Kaufoption, die sie nicht zogen. Nachdem er bis zum folgenden Jahr wieder in Bukarest gespielt hatte, wechselte er im September 2020 zum schottischen Zweitligisten Heart of Midlothian.